# 十二月廿七
腊月廿七，农历腊月第二十七天。

## 逝世
- 清宁三年十二月廿七日（1057年1月18日）：萧耨斤，钦哀皇后，辽圣宗嫔妃，辽兴宗之母。
- 文明二年十二月廿七日（1470年1月18日）：后花园天皇，第102代天皇（应永二十六年出生）。
- 天正三年十二月廿七日（1576年1月27日）：水野信元，战国时代武将。
- 雍正七年十二月廿七日（1730年2月14日），乾隆帝长女，清高宗弘历的长女（雍正六年十月初二日出生）。

## 参看
- 日历
- 腊月廿五 - 腊月廿六 - 腊月廿七 - 腊月廿八 - 腊月廿九 - 腊月三十
- 十一月廿七 - 腊月廿七 - 正月廿七
- 正月 - 二月 - 三月 - 四月 - 五月 - 六月 - 七月 - 八月 - 九月 - 十月 - 十一月 - 腊月
- 公历12月27日